# Caught in the Act
Caught in the Act (popularnie C.I.T.A.) – anglo-holenderski boysband założony w 1992 w Amsterdamie przez producenta Ceesa van Leeuwena. W skład grupy wchodzili: Lee Baxter, Benjamin Boyce, Eloy de Jong i Bastiaan Ragas. Grupa wydała 6 longplayów i rozwiązała się w 1998.

## Dyskografia
- 1995: Caught in the Act of Love
- 1996: Forever Friends
- 1997: Vibe
- 1998: We belong together
- 1998: Solo 4 C.I.T.A.
- 2000: Golden Stars Best of